# Monika Seps

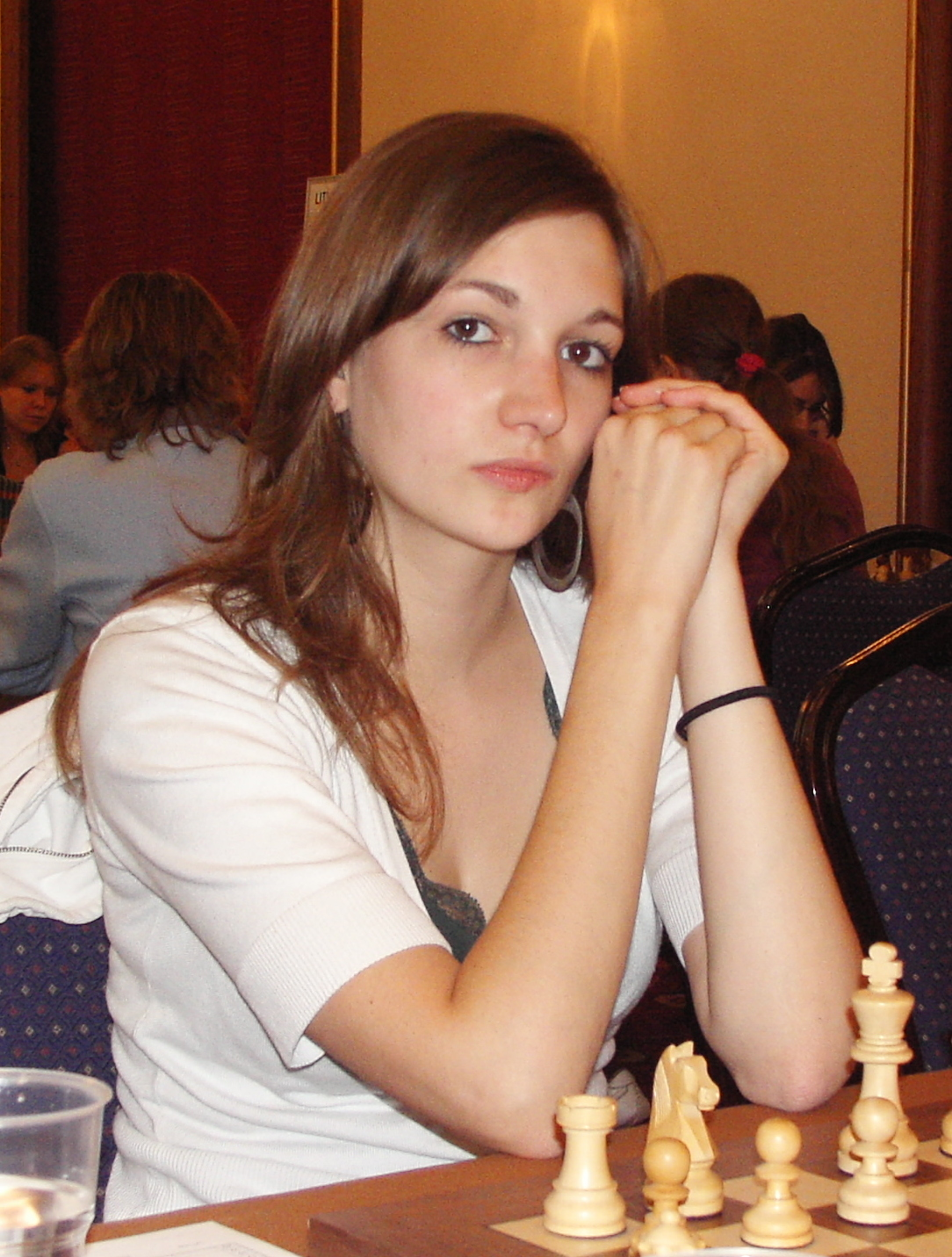
Monika Seps tijdens Heraklion 2007

Monika Seps (Zürich, 22 februari 1986) is een Zwitsers schaakster. Sinds 2014 is ze grootmeester bij de vrouwen (WGM). Ze is vijfvoudig nationaal kampioen bij de dames.
Op 6-jarige leeftijd leerde ze schaken. Ze studeerde biologie aan de ETH Zürich, met als specialisatie neurobiologie.

## Resultaten
In 1999, in Bümpliz, en in 2000, in Luzern, werd ze Zwitsers kampioene in de categorie tot 16 jaar. In 2001 (in Scuol), 2002 (in Leukerbad), 2005 (in Saas-Almagell), 2007 (in Leukerbad) en 2012 (in Flims) werd ze kampioene bij de Zwitserse dames.
In 2001 speelde ze mee in het teamkampioenschap van Europa, dat in Hongarije gehouden werd. Het toernooi werd door Oekraïne gewonnen en Zwitserland eindigde op de twaalfde plaats. In 2006 werd ze internationaal meester bij de dames (WIM), in 2014 grootmeester bij de dames (WGM). In mei 2008 won ze het Internationale Rathaus-Open in Thun.
In februari 2015 was ze nummer 1 op de Elo-ranglijst van Zwitserse dames.

### Nationale teams
Met het Zwitserse nationale damesteam nam ze in 2001 deel aan het Europees kampioenschap voor landenteams voor speelsters tot 18 jaar in Balatonlelle; ze speelde aan het eerste bord. Bij de Mitropa-Cup speelde ze in 2005 in Steinbrunn aan het eerste reservebord, in 2010 in Chur aan bord twee en in 2013 in Meißen aan het eerste bord.
Aan het Europees kampioenschap voor landenteams voor vrouwen nam ze deel bij de volgende gelegenheden: in 2003 in Plovdiv, in 2005 in Göteborg, in 2007 in Heraklion, in 2011 in Porto Carras (in Chalcidice), in 2013 in Warschau en in 2015 in Reykjavik.
Bij Schaakolympiades voor dames speelde ze in 2002 in Bled aan het derde bord, in 2004 in Calvià aan het eerste reservebord, in 2006 in Turijn, in 2008 in Dresden, in 2010 in Chanty-Mansiejsk en in 2012 in Istanboel aan het tweede bord en in 2014 in Tromsø aan het eerste bord.

### Schaakverenigingen
In Zwitserland speelde ze voor SG Winterthur, daarna voor Zürich Réti ASK, in de seizoenen 2005 tot 2008 voor Luzern SK en daarna tot 2015 weer voor Schachclub Réti Zürich, waarmee ze in 2011 nationaal kampioen en in 2013 bondskampioen werd. Sinds 2016 speelt ze voor SG Zürich, waarmee ze in 2016 nationaal kampioen werd.
In de Duitse vrouwencompetitie speelde ze in seizoen 2006/07 bij SV 1947 Walldorf en in seizoen 2011/12 bij SV Wolfbusch.

## Titels
Sinds april 2006 is ze Internationaal Meester bij de dames (WIM). De normen hiervoor behaalde ze in 2005: in juli bij de Zwitserse kampioenschappen in Saas-Almagell, in september bij een Young Masters toernooi in Lausanne en in oktober bij een Young Masters toernooi in Zug.
In augustus 2014 werd Monika Seps damesgrootmeester (WGM). De normen hiervoor behaalde ze bij het EK landenteams voor dames in 2013 en bij de Schaakolympiade voor dames in 2014.